# Passo del Turlo
Il passo del Turlo (dal termine in lingua walser Türli, che significa piccola porta) è un valico a 2.738 m s.l.m., che mette in comunicazione la Val Quarazza (Macugnaga) con l'alta valle del Sesia (Alagna Valsesia). Il valico è transitabile esclusivamente a piedi.

## Storia
La mulattiera oggi esistente che conduce al passo fu costruita negli anni venti, a scopo di esercitazione militare, dagli alpini del battaglione Intra; in più luoghi tuttavia si possono scorgere, accanto alla mulattiera in uso, evidenti tracce dell'antico sentiero lastricato di origini medievali e percorso nel XIII secolo dalle popolazioni walser.

## Escursionismo e skyrunning
Il passo è posto lungo il percorso del Tour del Monte Rosa e ne è il quinto passo per altezza, dopo il Colle del Teodulo (3317 m), il Colle delle Cime Bianche (2980 m), il Col d'Olen (2881 m). ed il passo del Monte Moro (2868 m). 
Lungo il sentiero sul versante che domina la val Quarazza, a 2150 m. d'altezza, troviamo il bivacco Emiliano Lanti, che può essere un importante punto di sosta per tutti i trekkers impegnati nel Tour del Monte Rosa.

## Cartografia
- Cartografia ufficiale italiana in scala 1:25.000, Istituto Geografico Militare. - Firenze
- Carta IGC in scala 1:50.000 n. 10 Monte Rosa, Alagna e Macugnaga - Torino